# Dylówka
La Dylówka est une rivière de Pologne. Elle prend sa source près de Kozietuły et a une longueur de 14 km. C'est un affluent de la Pilica. Son étymologie provient du village de Dylew.